# BATF
BATF (англ. Basic leucine zipper ATF-like transcription factor) – білок, який кодується однойменним геном, розташованим у людей на короткому плечі 14-ї хромосоми. Довжина поліпептидного ланцюга білка становить 125 амінокислот, а молекулярна маса — 14 120.
| 10         |  | 20         |  | 30         |  | 40         |  | 50         |
| ---------- |  | ---------- |  | ---------- |  | ---------- |  | ---------- |
| MPHSSDSSDS |  | SFSRSPPPGK |  | QDSSDDVRRV |  | QRREKNRIAA |  | QKSRQRQTQK |
| ADTLHLESED |  | LEKQNAALRK |  | EIKQLTEELK |  | YFTSVLNSHE |  | PLCSVLAAST |
| PSPPEVVYSA |  | HAFHQPHVSS |  | PRFQP      |  |            |  |            |

A: Аланін

C: Цистеїн

D: Аспарагінова кислота

E: Глутамінова кислота

F: Фенілаланін

G: Гліцин

H: Гістидин

I: Ізолейцин

K: Лізин

L: Лейцин

M: Метіонін

N: Аспарагін

P: Пролін

Q: Глутамін

R: Аргінін

S: Серин

T: Треонін

V: Валін

Кодований геном білок за функціями належить до репресорів, активаторів, фосфопротеїнів. 
Задіяний у таких біологічних процесах, як транскрипція, регуляція транскрипції, диференціація клітин. 
Білок має сайт для зв'язування з ДНК. 
Локалізований у цитоплазмі, ядрі.